# Rajnai forint
A rajnai forint eredetileg azon Rajna menti választófejedelmek által veretett aranypénz volt, akik IV. Károly aranybullájában pénzverési jogot kaptak. Közép-Európában a 16–19. században használták a 60 krajcárt érő német (osztrák) ezüstforint megnevezésére.

## Elnevezés
Magyar nyelvű szövegben 1544-ben említik először. Névváltozatai: rajnai forint, rénes forint, rényes forint, rénus forint, rhenes forint, rénusi forint, rhénusi forint, rhénes forint, illetve német forint. Ezek a latin florenus Rhenensis vagy florenus Rheni (rövidítve Fl. R. vagy Fl. Rh.) elnevezésből származnak, a Rajna neve latinul Rhenus, a Rajna-vidéké Rhenensis. A német elnevezés Rheinischer Gulden (rövidítve Rfl.) vagy összevonva Rheinischgulden.

## Története
A rajnai forint 1386-ban jelent meg. Nevét onnan kapta, hogy a négy Rajna menti székhelyű választófejedelemség (Köln, Mainz, Trier és Pfalz) megegyező formában verette, 958 ‰ tisztaságú aranyból. A 14–15. században nagy mennyiségben vert érmék hamar kedveltté váltak, az újkorig a legfontosabb német kereskedelmi érme. Az aranyhiány miatt minősége romlani kezdett. Az augsburgi birodalmi pénzrendeletek a vele egyenértékű ezüstpénzt tették meg fizetőeszköznek, értékét 60 krajcárban határozták meg. Aranypénzként fokozatosan visszaszorították a dukátok, de oklevelekben még a 17. században is említik.
Közép-Európában, így Magyarországon is osztrák hatásra terjedt el, s a német, illetve osztrák veretű ezüstforintokat nevezték így, melyek 60 krajcárral voltak egyenlőek. Utoljára a konvenciós forintra használták az elnevezést (például az 1806-os konvenciós bankjegyeken a lengyel nyelvű értékjelzésben a Ryński szót használták); ezt 1857-ben az osztrák értékű forint váltotta fel, ami már tízes alapú (decimális) pénzrendszer volt. (1 o. é. forint = 100 krajcár.)

## Külső hivatkozás
BAYERISCHES MÜNZKONTOR – Rheinischer Gulden – Eine Goldmünze der Rheinischen Kurfürsten. (Rajnai forint – a rajnai választófejedelmek aranypénze.)